# Punch Powertrain
Punch Powertrain ist ein belgischer Getriebehersteller mit Hauptsitz bei Sint-Truiden. Das Hauptprodukt des Unternehmens sind stufenlose Getriebe (CVT) für Hybrid- und Elektroautos. Darüber hinaus hat Punch Powertrain auch ein Doppelkupplungsgetriebe (DCT) entwickelt.
Das Unternehmen beliefert die meisten chinesischen Autohersteller von seinem Werk in Nanjing aus.

## Geschichte
Punch Powertrain wurde 1972 als DAF Produktie Sint-Truiden N.V. gegründet. Das Werk wurde gleich bekannt durch die Entwicklung des Variomatic-Getriebes. Von 1975 bis 1997 gehörte die Fabrik zu Volvo und anschließend bis 2005 zu ZF Getriebe. 2006 kaufte die Industrieholding Punch International von Guido Dumarey das Unternehmen, um es vor der Schließung zu bewahren. 2016 wurde Punch Powertrain  von der chinesischen Yinyi Group übernommen.

## Werke
- Sint-Truiden, Belgien (Zentrale)
- Eindhoven, Niederlande (Punch Powertrain Nederland B.V., F&E-Zentrum, durch Übernahme der Firma Drive Train Innovations)
- Nanjing, China (seit 2008)
- Flechtorf, Deutschland (Entwicklung, seit 2017, durch Übernahme der Firma TEG (Technische Entwicklungs GmbH) )
- Clermont-Ferrand, Frankreich
- München, Deutschland (APOJEE GmbH by Punch Powertrain)